# Le Pouvoir (film)
Pour les articles homonymes, voir Pouvoir.
Pour plus de détails, voir Fiche technique et Distribution.
Le Pouvoir est un documentaire français réalisé par Patrick Rotman, sorti en 2013.

## Synopsis
Le film suit la première année de la présidence de François Hollande.

## Fiche technique
- Titre : Le Pouvoir
- Réalisation : Patrick Rotman
- Scénario : Pierre Favier et Patrick Rotman
- Musique : Michel Portal
- Photographie : Dominique Gentil et Romain Winding
- Montage : Yvan Gaillard
- Production : Frédérique Dumas-Zajdela, Jean-Michel Rey et Michel Rotman
- Société de production : Kuiv Productions, Rezo Productions, Orange Studio, Canal+ et Iris Group
- Société de distribution : Rézo Films (France)
- Pays :  France
- Genre : Documentaire
- Durée : 105 minutes
- Dates de sortie : 
  -  France : 15 mai 2013

## Accueil
Serge Kaganski pour Les Inrockuptibles évoque un réalisateur qui filme « la posture du pouvoir, au sens esthético-corporel ». Jacques Mandelbaum pour Le Monde s'estime « frustré par cette manière de couper tous les plans au moment censément le plus intéressant ».